# Indonesien i olympiska sommarspelen 1952
Indonesien deltog i de olympiska sommarspelen 1952 med en trupp bestående av 3 deltagare. Ingen av landets deltagare erövrade någon medalj.